# Radioluminiscencia de tritio

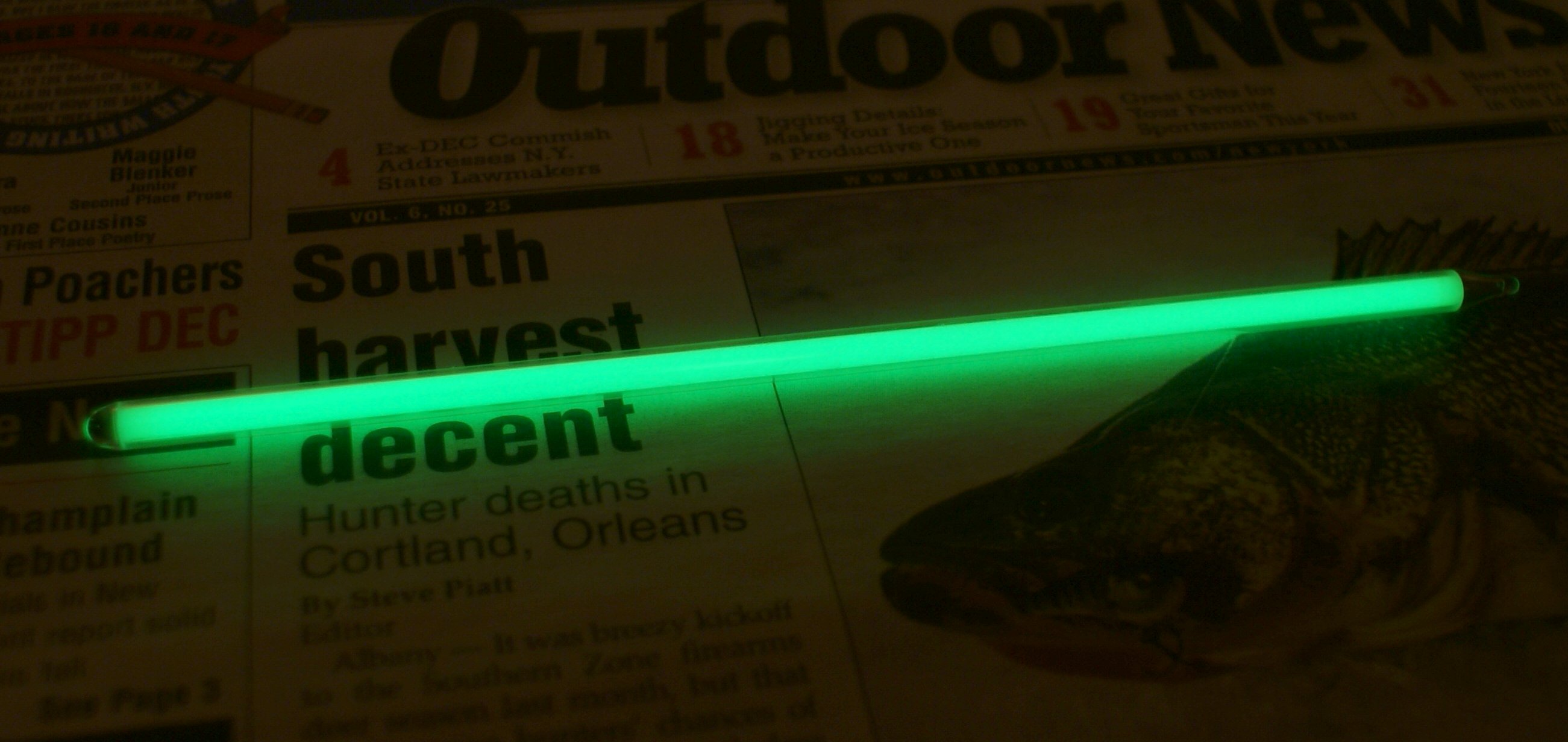
Los viales de tritio radioluminiscentes de 1,8 curios (67 GBq) de 6 x 0,2 pulgadas (152,4 mm × 5,1 mm) son viales de vidrio delgados llenos de gas tritio con superficies internas recubiertas con fósforo.

La radioluminiscencia de tritio es el uso de tritio gaseoso, un isótopo radiactivo de hidrógeno, para crear luz visible. El tritio emite electrones a través de la desintegración beta y, cuando interactúan con un material de fósforo, se emite luz a través del proceso de fosforescencia. El proceso general de usar un material radiactivo para excitar un fósforo y finalmente generar luz se llama radioluminiscencia. Como la iluminación con tritio no requiere energía eléctrica, ha encontrado un amplio uso en aplicaciones tales como señales de salida de emergencia, iluminación de relojes de pulsera y fuentes portátiles pero muy fiables de luz de baja intensidad que no degradan la visión nocturna humana. Las miras de armas para uso nocturno y las luces pequeñas (que deben ser más confiables que las luces alimentadas por batería, pero que no interfieran con la visión nocturna o sean lo suficientemente brillantes como para revelar fácilmente la ubicación) utilizadas principalmente por personal militar se incluyen en la última aplicación.

## Historia
Se descubrió que el tritio era una fuente de energía ideal para los compuestos autoluminosos en 1953 y la idea fue patentada por Edward Shapiro el 29 de octubre de 1953 en los EE. UU. (2749251 - Fuente de luminosidad).

## Usos

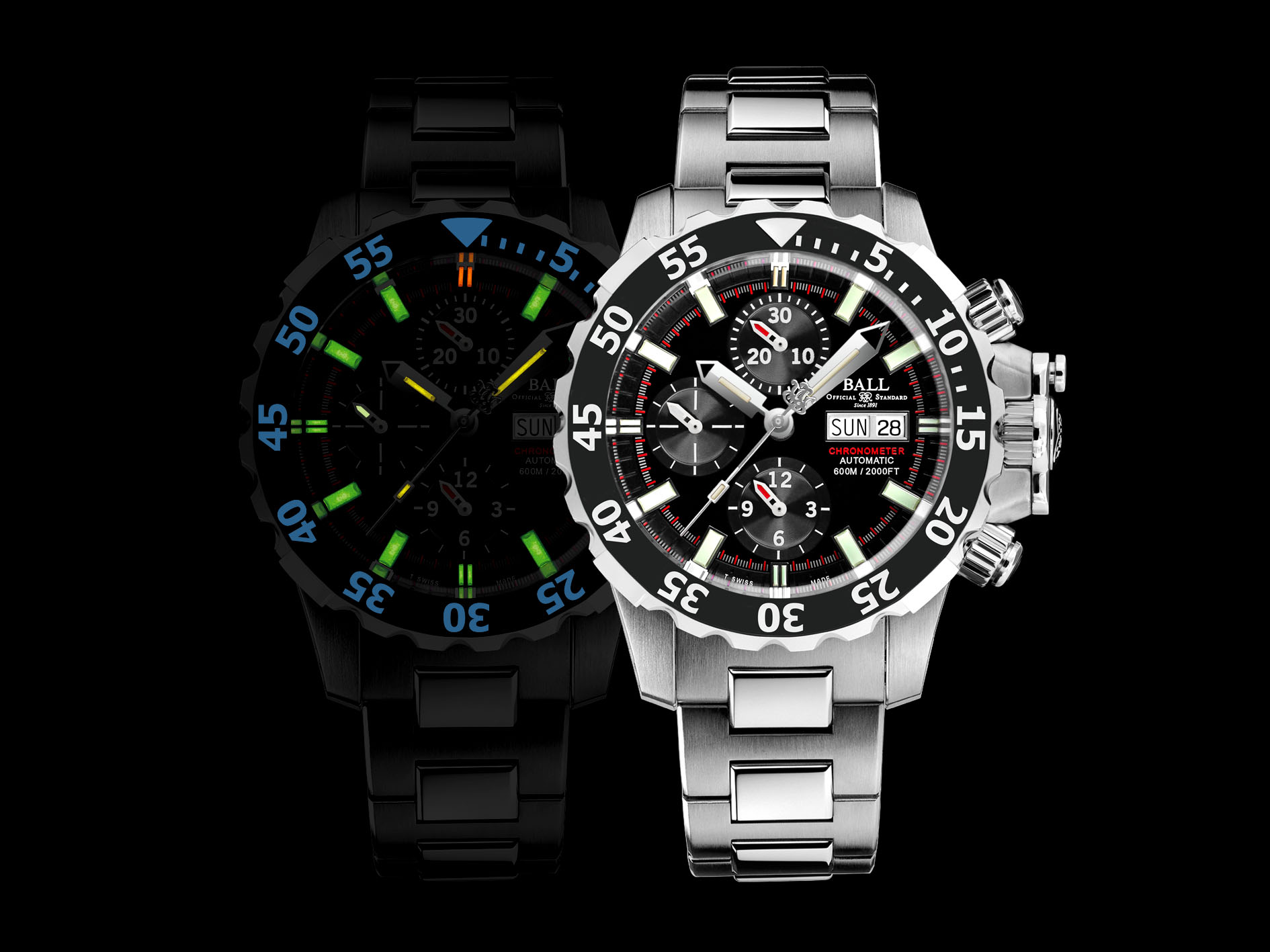
Una esfera de reloj con iluminación "permanente".

Estas fuentes de luz se ven con mayor frecuencia como iluminación "permanente" para las manecillas de los relojes de pulsera de buceo, la noche o el uso en combate. También se utilizan en llaveros novedosos que brillan intensamente y en letreros de salida autoiluminados. Los militares los prefieren para aplicaciones en las que es posible que no haya una fuente de alimentación disponible, como los diales de instrumentos en aeronaves, brújulas y miras para armas. En el caso de las fuentes de luz sólidas de tritio, el tritio reemplaza algunos de los átomos de hidrógeno en la pintura, que también contiene un fósforo como el sulfuro de zinc.
Las luces de tritio o luces beta eran antes utilizado en señuelos de pesca. Algunas linternas tienen ranuras para viales de tritio para que la linterna se pueda ubicar fácilmente en la oscuridad.
El tritio se usa para iluminar las miras de hierro de algunas armas pequeñas. La retícula de la mira óptica SUSAT del SA80 , así como la mira telescópica LPS 4x6° TIP2 de un rifle PSL, contiene una pequeña cantidad de tritio para el mismo efecto que un ejemplo del uso de tritio en una mira de rifle. Los electrones emitidos por la desintegración radiactiva del tritio hacen que el fósforo brille, lo que proporciona una vista de armas de fuego de larga duración (varios años) y sin batería que es visible en condiciones de poca luz. Sin embargo, el brillo de tritio no se nota en condiciones de mucha luz, como durante el día. Como resultado, algunos fabricantes han comenzado a integrar fibra ópticamiras con viales de tritio para proporcionar miras de armas de fuego brillantes y de alto contraste en condiciones brillantes y oscuras.